# Clem DeRosa
Clem DeRosa (20 mei 1925 – Texas, 20 december 2011) was een Amerikaanse jazzdrummer, arrangeur, orkestleider en muziekpedagoog.

## Biografie
DeRosa speelde op 15-jarige leeftijd met bekende jazzmusici in de regio New York. Op 18-jarige leeftijd werd zijn carrière onderbroken door militaire dienst tijdens de Tweede Wereldoorlog. Gedurende deze tijd speelde hij in Glenn Miller's Air Corps-bands. Na zijn ontslag uit het leger werkte hij aanvankelijk als professioneel drummer en speelde hij tijdens de jaren 1950 o.a. met Charles Mingus (Jazzical Moods, 1954), Marian McPartland, Teo Macero, Teddy Wilson, Thad Jones, Ben Webster, Clark Terry, Phil Woods, Coleman Hawkins, Dennis Sandole, Wally Cirillo/John LaPorta (In Conceptions, 1957), Kenyon Hopkins en Bobby Hackett.
Op de Juilliard School studeerde hij compositie en orkestleiding. Hij behaalde vervolgens een masterdiploma aan de Manhattan School of Music. In de daaropvolgende jaren werkte hij in het muziekonderwijs en werd hij een van de bepalende figuren in het jazzmuziekonderwijs tijdens de jaren 1960. DeRosa was mede-oprichter en voorzitter van de National Association of Jazz Educators, die uiteindelijk de International Association of Jazz Educators (IAJE) werd. In deze functie werkte hij bij Stan Kenton als docent aan Stan Kenton Clinics met Gene Hall en Leon Breeden. Hij gaf les aan het college van leraren aan de Columbia University. Hij trad op met student-jazzensembles in de tv-shows van Johnny Carson en Merv Griffin. Veel van zijn studenten werden lid van zijn One O'Clock Lab-bands, die hij leidde in het North Texas State College tijdens de jaren 1960. Hij ontving een eredoctoraat van Five Towns College. In 1990 werd hij opgenomen in de IAJE Hall of Fame.
Na zijn pensionering in 1980 werkte hij voornamelijk als orkestleider. DeRosa dirigeerde het Glenn Miller Orchestra, wiens opname In the Digital Mood een gouden plaat ontving voor GRP Records. Hij dirigeerde ook de ghostbands van het Jimmy Dorsey Orchestra en het Dorsey Brothers Orchestra. Vanaf de jaren 1990 leidde hij de New York City Big Band. Hij is ook de co-auteur van verschillende boeken die hij schreef met Mel Lewis, Dick Hyman, Michael Moore en Ed Shaughnessy. Kort voor zijn dood verhuisde hij van New Jersey naar Texas, waar hij met zijn vrouw woonde in de buurt van zijn zoon Richard, die ook drummer en muziekleraar is.

## Overlijden
Clem DeRosa overleed in december 2011 op 86-jarige leeftijd.

## Discografie
- Clem DeRosa - Pioneer of Jazz Education
- The Sandole Brothers & Guests (Zyx Music, 1955, ed. 2001)

## Publicaties
- Dick Hyman, Clem DeRosa: It's Time for Some Piano Changes. Kendor Music, Delevan 1980, OCLC 7807113.
- Clem DeRosa, Mel Lewis: It's Time: For the Big Band Drummer. Kendor Music, Delevan 1978, OCLC 41748697.
- Clem DeRosa, Ed Shaughnessy: Show Drumming: The Essential Guide to Playing Drumset for Live Shows and Musicals. Hal Leonard Corp, 2004
- Clem DeRosa, Michael Moore: The Michael Moore bass method. Rottenburg (Tübingen) : Advance Music Products, 2002

- Bibliothèque nationale de France: cb141699045 (data)
- Gemeinsame Normdatei: 135238986
- International Standard Name Identifier: 0000 0000 6688 5455
- Library of Congress Control Number: no99006325
- MusicBrainz: aa941bda-6077-4b82-a50f-82e4ea3e2cb4
- Nationale Bibliotheek van Israël: 987007416699805171
- Nederlandse Thesaurus van Auteursnamen: 235154202
- Istituto Centrale per il Catalogo Unico: LO1V171763
- Système universitaire de documentation: 243844360
- Virtual International Authority File: 66099412
- WorldCat: E39PBJmXPQJKWXpFtT8KVYXcfq